# Renatas Juška
Renatas Juška (ur. 21 marca 1972 w Kownie – 4 września 2019) – litewski dyplomata, od 2009-2013 ambasador na Węgrzech.

## Życiorys
W latach 1990–1997 studiował historię na Uniwersytecie Witolda Wielkiego. Od marca 1995 pozostawał zatrudniony w Ministerstwie Spraw Zagranicznych Republiki Litewskiej (m.in. jako III, II i I sekretarz kolejno w: Departamencie Ameryk, Departamencie WNP i Litewskiej Misji przy OBWE). W latach 2000–2003 pełnił obowiązki konsula w Ambasadzie Litewskiej w Białorusi, następnie pozostawał na stanowisku konsula w Departamencie Współpracy na rzecz Rozwoju i Promocji Demokracji MSZ (2006–2009). W czerwcu 2009 rozpoczął misję jako ambasador nadzwyczajny i pełnomocny na Węgrzech.